# Poludnik
Poludnik (italijansko-nemško Poludnig) je 1.999 m visoka gora v vzhodnem delu Karnijskih Alp na avstrijsko–italijanski meji. Z vzhodno ležečim masivom Ojstrnika (Monte Osternig/Oisternig, 2.050 m) je povezan preko sedel Kesselvald (1.477 m) in Lom (1693 m). Od bližnjih vrhov v okolici je pomembnejši le še Monte Schinauz na jugozahodu, ki leži v celoti na italijanskem ozemlju. Proti jugu se s številnimi grapami spušča v dno Kanalske doline, kjer leži naselje Naborjet (it. Malborghetto), bolj prijetna je severna stran, kjer se nahajajo planine nad Ziljsko dolino, preko katerih vodita na vrh planinski poti: Brška planina (Egger Alm, 1422 m) z Brškim jezerom (Egger Alm See) - do nje vodi gorska cesta iz Šmohorja, na njej izvira gorski potok Seebach, Dolska planina (Dellacher Alm, 1.365 m), tik pod vrhom se nahaja Poludniška planina (Poludniger Alm, 1.708 m). 
Zaradi odmaknjenosti od višjih gora je kljub relativno majhni nadmorski višini z vrha lep razgled, poleg že omenjenih vrhov na vhodu Dobrač, jugovzhodu in jugu Julijske Alpe z Mangrtom, Višom in Montažom, na jugozahodu in zahodu ostale Karnijske Alpe, na severu Ziljske Alpe (grebenska skupina Negala).